# Esbart Català de Dansaires
L'Esbart Català de Dansaires (Barcelona, 8 de juliol de 1908) és el grup de dansa més antic de Catalunya. Especialitzat en dansa tradicional catalana, té diverses seccions de dansaires, tres colles bastoneres i els Cavallets Cotoners de Barcelona. Disposa d'arxiu i biblioteca especialitzats en dansa catalana i ofereix els serveis de: consulta als fons documentals; cursos de dansa; activitats per adults; publicacions i exposicions.
Convoca el Premi Rafael Tudó, amb periodicitat quinquenal, per premiar estudis inèdits sobre dansa catalana des de qualsevol punt de vista: documentació històrica, proposta pedagògica, recull coreogràfic, estudi d'una zona geogràfica o població, etc. El premi és l'edició de l'obra, en el suport que sigui necessari, i un objecte commemoratiu.
Cada cinc anys convoca el congrés Aportacions a la dansa catalana per difondre les accions de persones o col·lectius a l'entorn de la dansa. Amb posterioritat s'edita un llibre amb les comunicacions presentades.

## Història
L'Esbart Català de Dansaires és una entitat barcelonina fundada el dia 8 de juliol de 1908. Es dedica a la investigació, compilació, conservació i divulgació dels costums i danses tradicionals catalans en totes les seves vessants amb el màxim rigor històric i etnocientífic i en totes les activitats annexes, com són publicacions, cursets, conferències, mostres de dansa, festivals, organització o coordinació d'actes públics i, en general, tot allò que estigui relacionat amb la cultura catalana i que la seva actuació no tingui caràcter competitiu.
Va aparèixer com a escissió de l'Esbart de Dansaires, que s'havia creat un any abans i que es va dissoldre el 1909. En fou el primer president el folklorista Aureli Capmany, que va dur a terme una gran tasca d'estudi de les danses populars, juntament amb Rafael Tudó. Des dels orígens, l'esbart es dedica a compilar, estudiar i divulgar la dansa tradicional catalana i més matèries relacionades directament amb els balls i costums populars. Amb aquest propòsit, organitza o participa en actes cívics, esportius i culturals. A més, l'esbart va crear l'Arxiu i la Biblioteca de Dansa Tradicional Catalana, tots dos de consulta pública.
L'Arxiu de Dansa Tradicional Catalana començà a formar-se l'any 1941 –per bé que el projecte inicial era del 1910– amb tota mena de documents sobre dansa tradicional catalana: manuscrits, treballs de camp, fotografies, dibuixos coreogràfics, notes de premsa, fulls volants, programes, etc. Per una altra banda, la Biblioteca aplega, des del 1926, documents i publicacions en format imprès i també enregistraments sonors i videogràfics. Aquesta biblioteca fou una iniciativa de l'eminent folklorista Joan Amades, que llavors presidia l'entitat.
L'entitat organitza des del 1988 la Cafetera de l'Esbart Català de Dansaires, un cicle anual de conferències-tallers sobre dansa tradicional, estructurat en nou sessions, de l'octubre al juny. A més, de l'octubre al maig cada divendres programa una activitat oberta on tothom pot practicar els balls tradicionals. Quant a les actuacions que ofereix, hi ha les cercaviles amb balls de bastons, cercolets, cavallets, rentadores o mocadors; i també els balls de gitanes, danses de cort i mostres d'alguna àrea geogràfica concreta. L'acompanyament musical es fa amb flabiols o gralles.
L'abril de 2010 fou guardonat amb la Creu de Sant Jordi per part de la Generalitat de Catalunya. L'any 2012 rebé el Premi Ciutat de Barcelona, en l'apartat de cultura popular, pel projecte Apel·les Mestres, artista complet i home polièdric.

## Colla de bastoners
La colla de bastoners de l'Esbart Català de Dansaires és la formació bastonera més veterana de la ciutat. Ja en el moment de la fundació de l'esbart, l'any 1908, el primer director, Aureli Capmany, va compilar melodies tradicionals i en va refer coreografies perquè fossin ballades.
L'Esbart Català de Dansaires té tres colles bastoneres que agrupa els balladors i balladores segons l'edat: la colla infantil, amb nens de quatre a nou anys; la juvenil, amb bastoners de deu a catorze anys; i la colla gran, en què participen els més grans de catorze anys. En les actuacions, totes tres colles solen anar acompanyades per la música de flabiols, tenora i timbal. Totes les colles tenen un ball en comú: el Ball de Bastons de Barcelona, que poden ballar alhora amb diferents graus de dificultat. La colla petita també balla el Ball de bastons d'El Gegant del Pi.
Les colles de bastoners de l'Esbart Català de Dansaires participen activament en els actes festius del Barri Gòtic, de la Ciutat Vella i de més barris de la ciutat, i també són presents sovint en les festes generals de la ciutat, com ara les Festes de Santa Eulàlia, la Diada de Corpus i les de Festa Major de Barcelona. A més, els membres del Cos de Bastoners fan ballades en actes culturals i festius de poblacions de tot Catalunya.

## Publicacions
- Sèrie de 16 postals amb imatges de danses catalanes.- Barcelona : Esbart Català de Dansaires, 1913
- Amades, Joan.- Balls Populars.- Tàrrega : Esbart Català de Dansaires, 1936 (llibre)
- Esbart Català de Dansaires.- Ballets populars catalans.- Barcelona : Generalitat de Catalunya. Institut Escola, 1937 (fitxes didàctiques)
- La Cafetera de l'Esbart Català de Dansaires.- Barcelona : Esbart Català de Dansaires, 1988-2012 (Dossiers amb les descripcions de danses destinats als alumnes)
- Garrich, M, A. Viñolas, N. Viñolas.- Manual de descripció coreogràfica de dansa tradicional.- Barcelona : Generalitat de Cataluña. Centre de Promoció de la Cultura Popular i Tradicional Catalana; Tarragona : Edicions El Mèdol, 1999 (llibre)
- Viñolas, N.- Sant Feliu de Codines : tradicions i danses.- Barcelona : Esbart Català de Dansaires, 2001.- I Premi Rafel Tudó (llibre)
- Garrich, M.- Els Cavallets Cotoners de Barcelona : cavallets, cavallins i cotonines.- Barcelona : Esbart Català de Dansaires, 2002 (llibre)
- Bartolomé, J., A. Bigas, M. Garrich, J. Gómez.- El Ball de Bastons de Barcelona.- A: IV Jornada d'estudi del ball de bastons.- Coordinadora de colles de bastoners de Catalunya, 2005 (fulletó)
- Garrich, M, A. Viñolas, N. Viñolas.- Manual de descripció coreogràfica per a balls de bastons.- A: IV Jornada d'estudi del ball de bastons.- Coordinadora de colles de bastoners de Catalunya, 2005 (fulletó)
- Vallverdú, Ramon.- Foc en dansa : els balls de diables tradicionals del Penedès i el Camp de Tarragona.- Reus : Ajuntament de l'Arboç, Esbart Català de Dansaires, Carrutxa, 2006.- 2n. Premi Rafel Tudó (llibre)
- Gómez, Joan (Dtor.).- Centenari.- Barcelona : Esbart Català de Dansaires, 2008 (CD)
- Garrich, Montserrat (Ed.).- Aportacions a l'estudi de la dansa catalana, trobada d'inèdits, inpublicats i publicats.- Barcelona : Esbart Català de Dansaires, 2008 (llibre)
- Esbart Català de Dansaires.- La Festa a Barcelona.- Barcelona : Esbart Català de Dansaires, 2008 (fitxes didàctiques)
- Garrich, Montserrat; Beseràn, Montserrat (col.) Conesa, Rosalia (Ed.).- Esbart Català de Dansaires 1908-2008 : Cent anys d'història.- Barcelona : Esbart Català de Dansaires, 2010 (llibre)
- Gómez, Joan (Dir.).- Música i músics de l'Esbart Català de Dansaires. Volum 1 Les primeres instrumentacions per a cobla i orquestra (1908-1910).- Barcelona : Esbart Català de Dansaires, 2011 (CD)
- Garrich, Montserrat (Ed.).- Aportacions a la dansa catalana 2009.- Barcelona : Esbart Català de Dansaires, 2012 (llibre)
- Gómez, Joan (Dir.).- Música i músics de l'Esbart Català de Dansaires. Volum 2 Agustí Cohí Grau (CD). Barcelona : Esbart Català de Dansaires, 2012 (CD)
- Llugany, Núria.- L'aventura de ballar : en Vicenç i la Berta coneixen Esbart Català de Dansaires.- Barcelona : Esbart Català de Dansaires, 2012 (llibre)
- Garrich, Montserrat.- Apel·les Mestres, artista complet i home polièdric. Materials per conèixer la vida.- Barcelona : Esbart Català de Dansaires, 2012 (llibre)
- Delgado, Montserrat.- Apel·les Mestres, artista complet i home polièdric.- Barcelona : Esbart Català de Dansaires, 2012 (DVD)
- Gómez, Joan (Dir.).- Cançons per a la mainada.- Barcelona : Esbart Català de Dansaires, 2012 (CD)
- Gómez, Joan (Dir.).- Música i músics de l'Esbart Català de Dansaires. Volum 3 Francesc Pujol, Narcís Paulís, isidre Molas, Eusebi Bosch i Humet.- Barcelona : Esbart Català de Dansaires, 2013 (CD)
- Garrich, Montserrat.- Cavallets ...endavant!. Els Cavallets Cotoners de Barcelona. Cavallets, cavallins i cotonines.- Barcelona : Esbart Català de Dansaires, 2013 (fulletó)
- Esbart Català de Dansaires.- Cavallets per pintar.- Barcelona : Esbart Català de Dansaires, 2013 (quadern d'activitats per infants)
- Gómez, Joan (Dir.).- Música i músics de l'Esbart Català de Dansaires. Volum 4 Instrumentacions per orquestra 1913-2013 (CD). Barcelona : Esbart Català de Dansaires, 2014 (CD)
- Garrich, M, A. Vinyoles i Insa, N. Vinyoles i Insa.- Manual de descripció coreogràfica de balls de bastons.- Barcelona : Esbart Català de Dansaires, 2014 (llibre)
- Gómez, Joan (Dir.).- Música i músics de l'Esbart Català de Dansaires. Volum 5 Lluís Albert i Rivas (CD). Barcelona : Esbart Català de Dansaires, 2015 (CD)
- Esbart Català de Dansaires.- Joan Amades a l'Esbart Català de Dansaires. Soci i president.- Barcelona : Esbart Català de Dansaires, 2015 (díptic)
- Reixach i Brià, Roser.- La Trencadansa de Prats de Lluçanès : perfum de festa major.- Barcelona : Esbart Català de Dansaires, 2015 (llibre
- Gómez, Joan (Dir.).- Música i músics de l'Esbart Català de Dansaires. Volum 6 Joan Gómez i Soriano. Barcelona : Esbart Català de Dansaires, 2016 (CD)
- Garrich, Montserrat.- De pagès a típic : 100 anys dels vestits de l'Esbart Català de Dansaires.- Barcelona : Esbart Català de Dansaires, 2016 (fulletó)
- Garrich, Montserrat (Ed.).- Aportacions a la dansa catalana 2014.- Barcelona : Esbart Català de Dansaires, 2016 (llibre)